# Kostja Steiner
Kostja Steiner (* 1980 in Salzburg) ist ein österreichischer Fachbuchautor und Arzt.

## Leben
Steiner besuchte die Freie Waldorfschule Linz und das BRG Fadingerstraße in, Linz. Nach der Matura 1998 leistete er 1999 Zivildienst  beim Österreichischen Roten Kreuz. Danach belegte er ein Medizinstudium an der Karl Franzens Universität Graz und an der Medizinischen Universität Graz. 2009 erfolgte seine Promotion zum Doktor der gesamten Heilkunde. In der Folge absolvierte  er die Ausbildung zum Facharzt für Anästhesiologie und Intensivmedizin an der Universitätsklinik Graz und am LKH Graz Süd West. Seit März 2019 leitet er als Primarius das Institut für Anästhesiologie und Intensivmedizin am LKH Rohrbach. Seit 2020 ist er stellvertretender Ärztlicher Direktor ebendort. 2024 wurde er zum Ärztlichen Direktor des Klinikum Rohrbach.

## Werke

### Hauptautorenschaften (Fachbücher)
- anästhesiebuch.at: „Die kleine anästhesiologische Küche“ Facts – Basics – Protokolle
- Anästhesie Griffbereit, 5. Auflage Thieme Verlag 2018

### Mitautorenschaften (Fachbücher)
- Gerinnung im Klinischen Alltag
- Medikamente und Richtwerte in der Notfallmedizin: AGN-Notfallfibel
- Gynäkologische und Geburtshilfliche Anästhesie (Komprimierte Klinik Leitlinien der Anästhesiologie von A–Z)(2009)
- Urologische Anästhesie (Komprimierte Klinik Leitlinien der Anästhesiologie von A–Z) (2009)
- Der Notfall: Professionelle Erste Hilfe bis der Notarzt kommt (1. und 2. Auflage)